# Trapelus
Trapelus  es un género de reptiles escamosos de la familia Agamidae.

## Especies
Se reconocen las siguientes especies:
- Trapelus agilis
- Trapelus agnetae
- Trapelus blanfordi
- Trapelus flavimaculatus
- Trapelus jayakari
- Trapelus lessonae
- Trapelus megalonyx
- Trapelus microtympanum
- Trapelus mutabilis
- Trapelus pallidus
- Trapelus rubrigularis
- Trapelus ruderatus
- Trapelus sanguinolentus
- Trapelus savignii
- Trapelus schmitzi
- Trapelus tournevillei